# Rittman
Rittman é uma cidade localizada no estado norte-americano de Ohio, no Condado de Medina e Condado de Wayne.

## Demografia
Segundo o censo norte-americano de 2000, a sua população era de 6314 habitantes.
Em 2006, foi estimada uma população de 6301, um decréscimo de 13 (-0.2%).

## Geografia
De acordo com o United States Census Bureau tem uma área de
16,1 km², dos quais 15,6 km² cobertos por terra e 0,5 km² cobertos por água. Rittman localiza-se a aproximadamente 295 m acima do nível do mar.

## Localidades na vizinhança
O diagrama seguinte representa as localidades num raio de 12 km ao redor de Rittman.